# Президент Словаччини
Президе́нт Слова́ччини (словац. Prezident Slovenskej republiky) — голова Словацької республіки, який за чинним законодавством виконує переважно церемоніальні функції.
30 березня 2019 року у президентських виборах у Словаччині, уперше в історії країни, перемогу здобула жінка — Зузана Чапутова. Її інавгурація відбулась 15 червня 2019.

## Історія
Уперше ця посада з'явилася в Першій Словацькій республіці (1939-1945). По завершенні Другої Світової війни Словацькі землі повернулися до складу Чехословаччини й посаду було скасовано. Лише після повторного проголошення незалежності 1993 року посаду знову було відновлено. За законодавством, вибори першого президента 1993 року вибиралися парламентом на 5 років, але оскільки на наступних виборах 1998 року парламент не зміг дійти згоди, було вирішено змінити законодавство, і усі наступні вибори 1999, 2004 та 2009 року відбувалися прямим загальнодержавним голосуванням у двох турах, де для перемоги кандидату необхідно було набрати понад 50 % голосів виборців.

## Символи
Офіційним державним символом президента Словаччини є Штандарт. Його теперішній зовнішній вигляд було затверджено 1993 року: квадрат червоного кольору, в нижній частині котрого височать три сині пагорби з білим подвійним хрестом, у пропорціях національного герба Словаччини. Обрамлення біло-синьо-червоною рамкою, що починається з білого кольору, від верхнього кута біля щогли. Зображення виконане срібним кольором, срібна лінія оточує червоний квадрат і весь штандарт.
Свій Штандарт також мав президент Першої словацької республіки (1939—1945).

Штандарт президента Словаччини
Штандарт президента Першої словацької республіки (1939—1945)

## Державні резиденції
З 1996 року офіційною церемоніальною резиденцією президентів Словаччини є Палац Грассалковичів у Братиславі. Президент у ньому не мешкає, тут лише проводяться офіційні державні заходи та прийоми зарубіжних делегацій.
Щороку, 14 червня, у президентському палаці проводиться День відкритих дверей — усі охочі можуть відвідати основні зали будівлі, каплицю Святої Барбари, а також зустрітися з президентом.
Охорону палацу здійснює почесна варта президента Словацької Республіки, котра є підрозділом Збройних сил Словаччини. До її складу входять і чоловіки, і жінки. У разі виникнення надзвичайних ситуацій та під час війни почесна варта забезпечує захист президента та гостей резиденції.
Палац у стилі рококо, як літня резиденція, був збудований 1760 року, для угорського графа та політика Антона Грассалковича, за проєктом архітектора Андрея Маєргофера (словац. Andrej Mayerhofer). 1775 палац з візитом відвідала імператриця Марія-Терезія. Частим гостем резиденції був відомий австрійський композитор Йозеф Гайдн, тут відбувалися прем'єри окремих його творів.
Парк, розташований поблизу палацу, виконаний у стилі бароко, зараз є громадським парком міста, відкритим для загального відвідування.

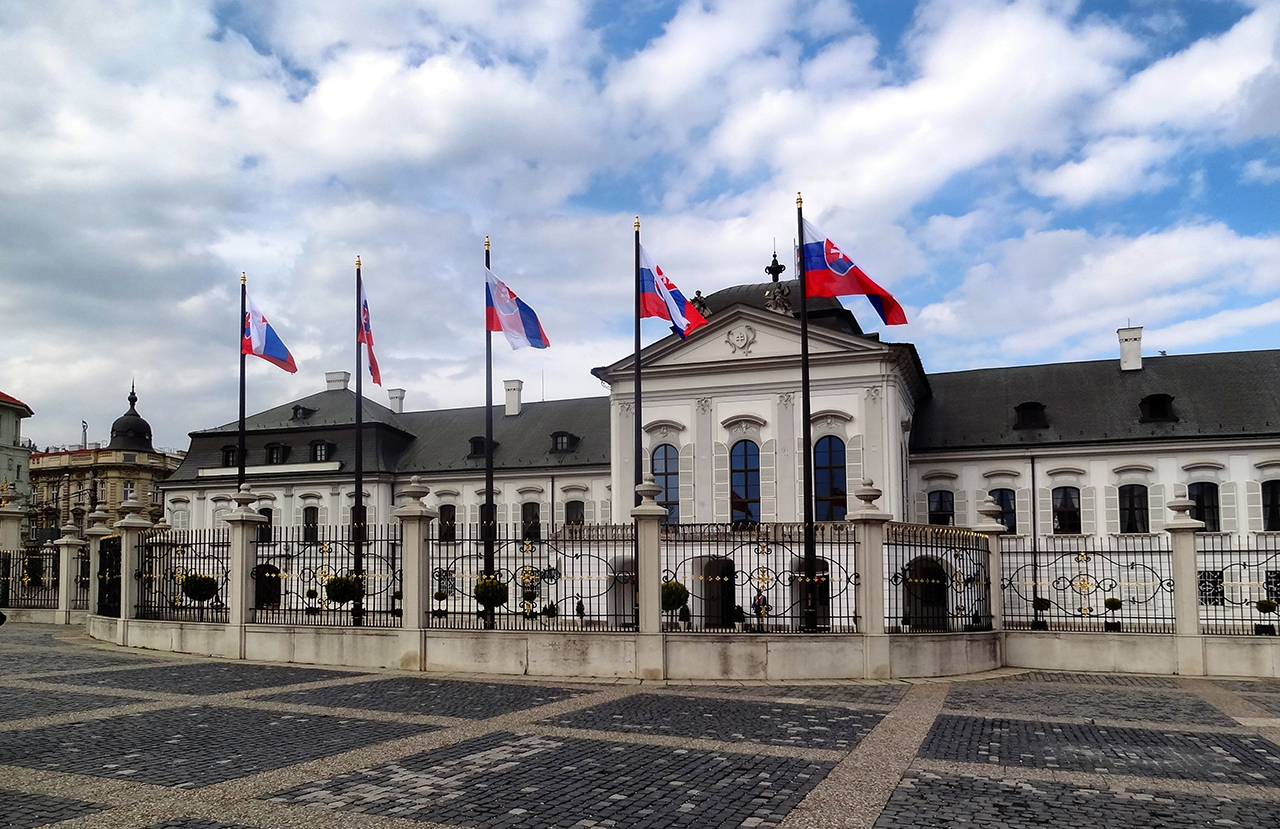
Головний фасад палацу Грассалковичів
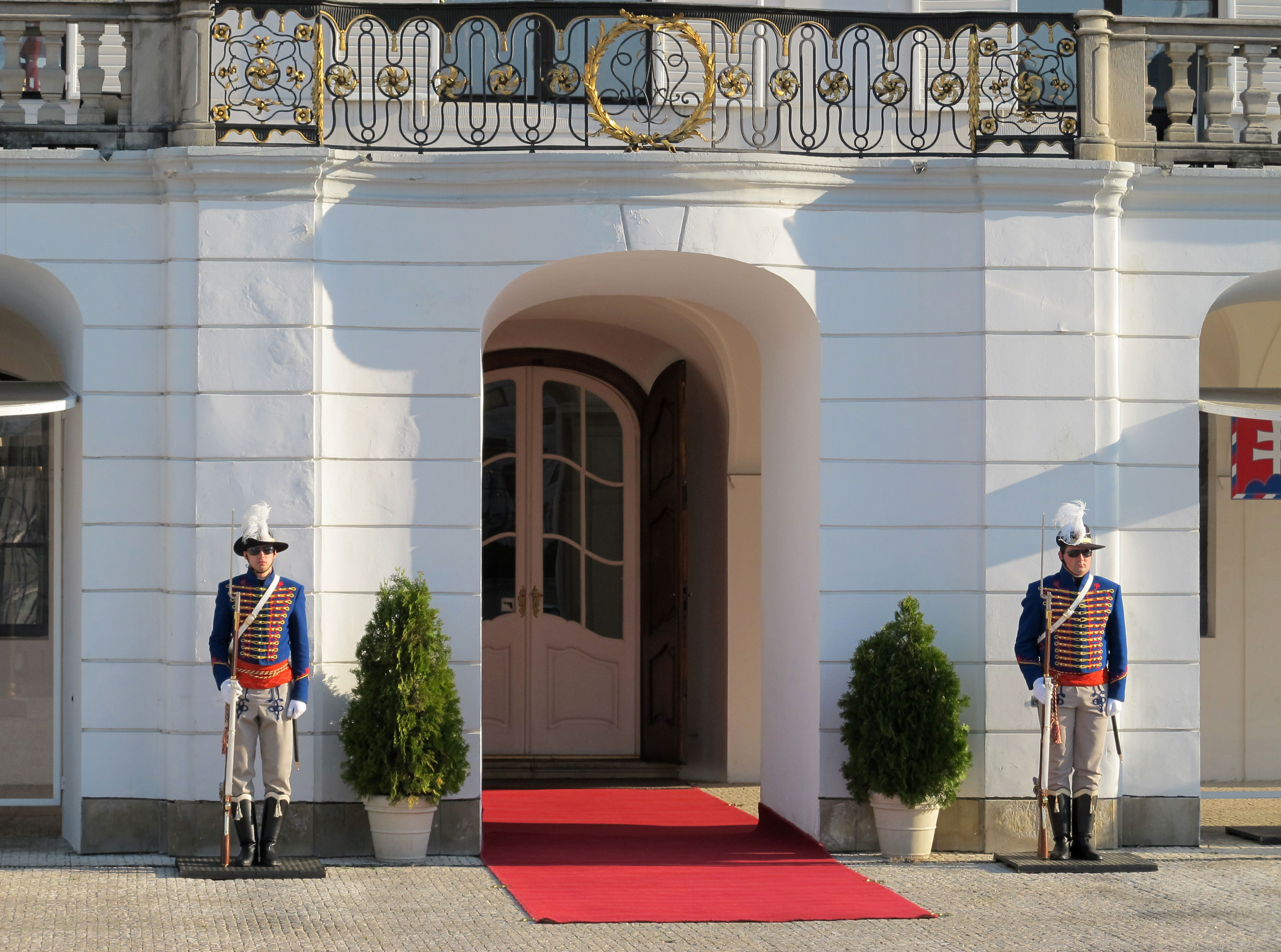
Почесна варта президентського палацу
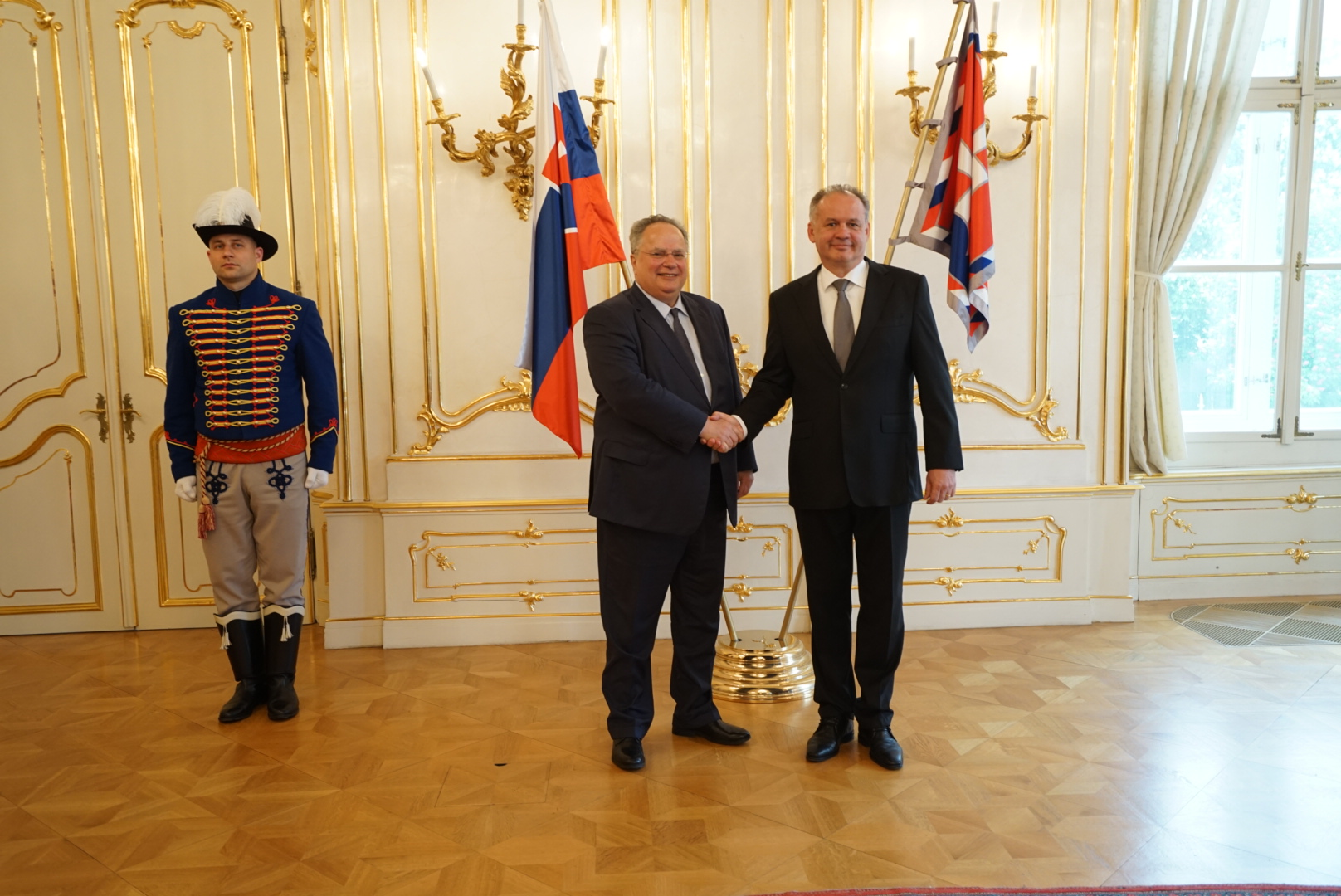
Нікос Котзіас та Андрей Кіска на зустрічі в палаці Грассалковичів
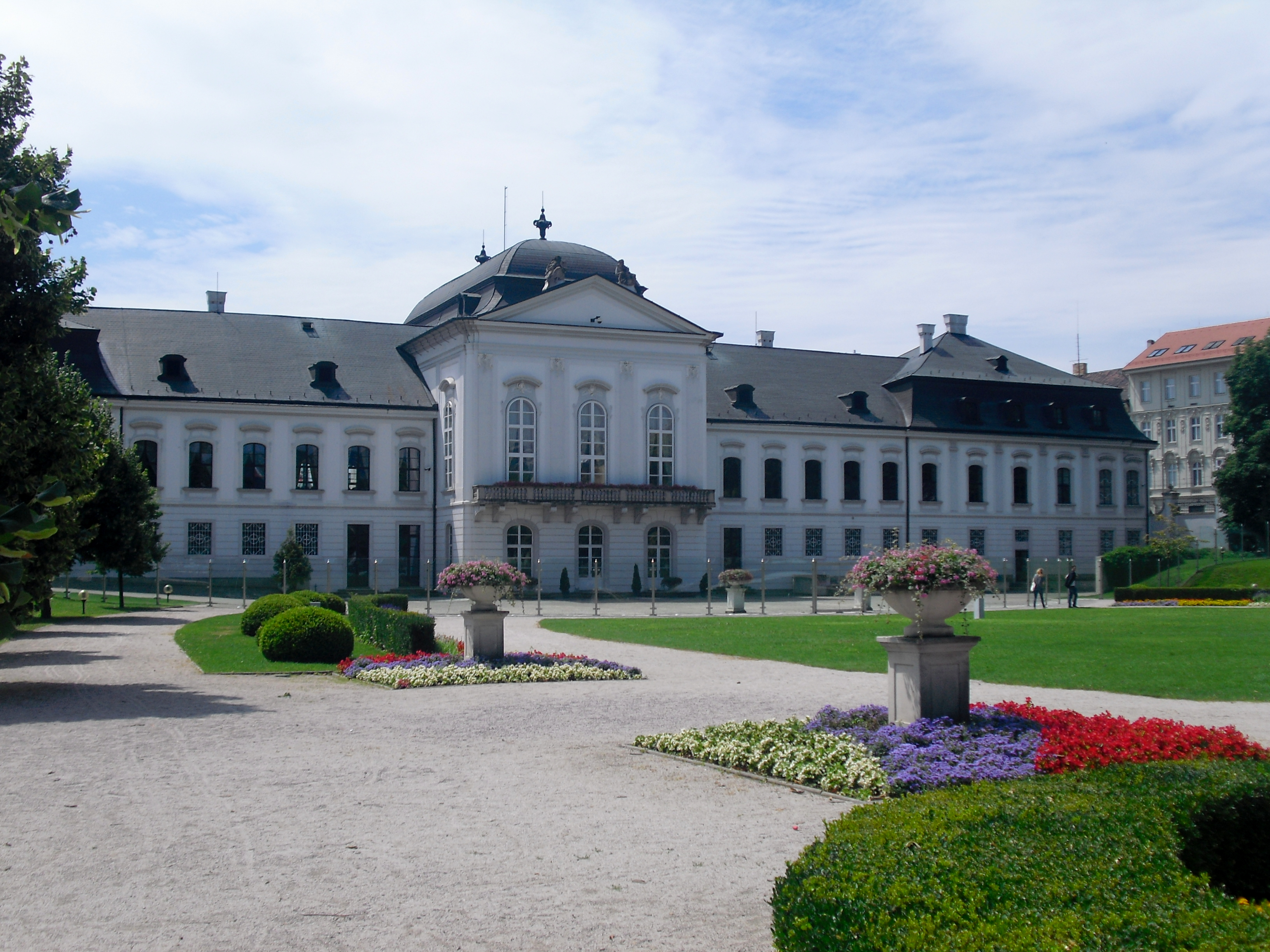
Палацовий парк

Другою державною резиденцією президента Словаччини є мисливська садиба Гогенлое в Татранській Яворині, на території Татранського національного парку. Дерев'яний замок збудовано в 1883—1885 роках пруським князем Кристіаном Гогенлое, за проєктом словацького архітектора Гедеона Маюнке. 1935 року спадкоємцями князя садибу було передано державі. Після Другої світової війни замок використовувався для потреб вищого партійного керівництва країни.
З 2004 року садиба Гогенлое виконує представницькі функції і використовується для проведення офіційних заходів Канцелярією президента Словаччини. 2009 року їй було надано статус національної пам'ятки культури. У грудні 2015 рішенням президента Андрея Кіски садибу відкрито для загального відвідування. Вхід до замку безкоштовний.

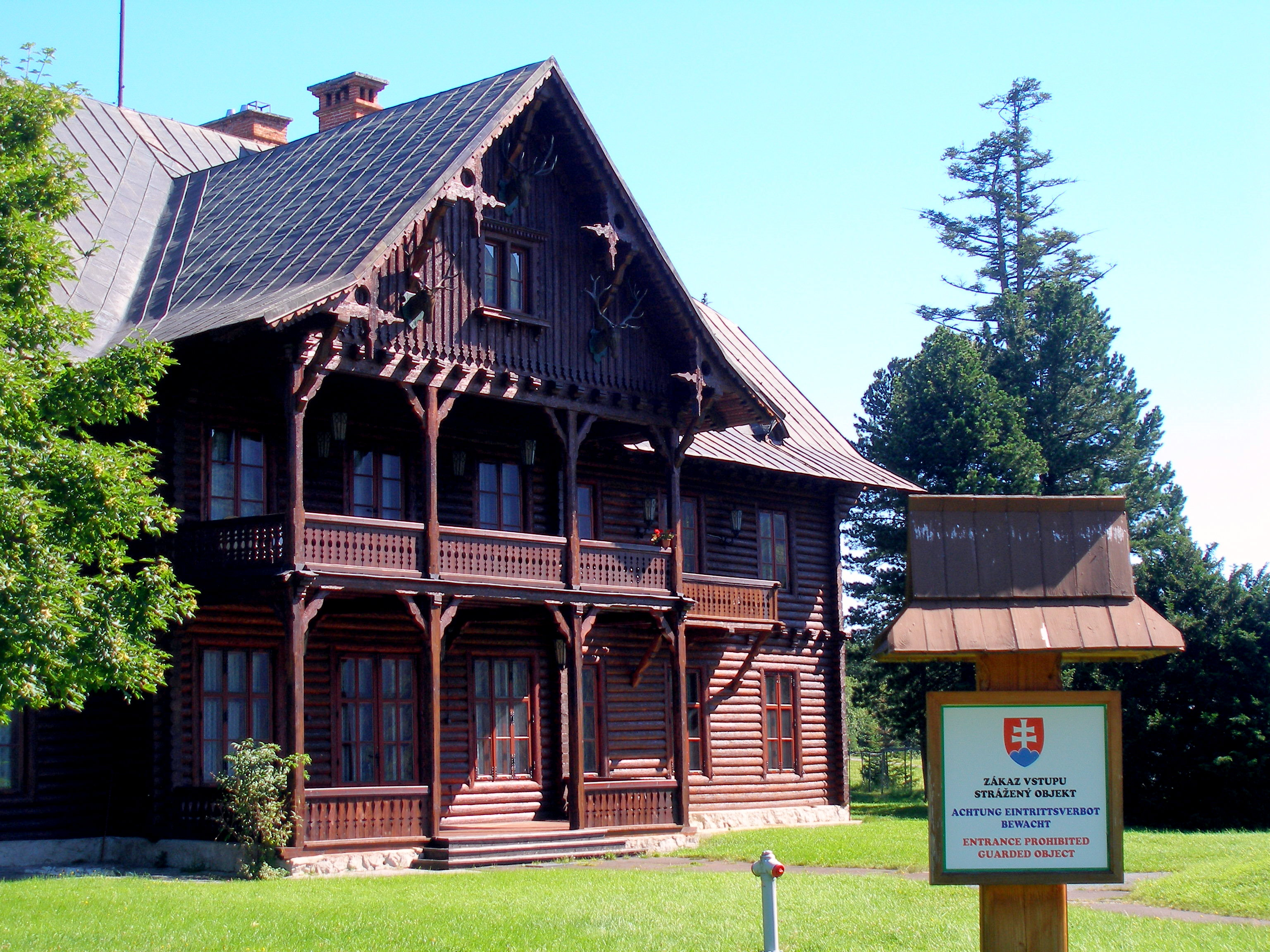
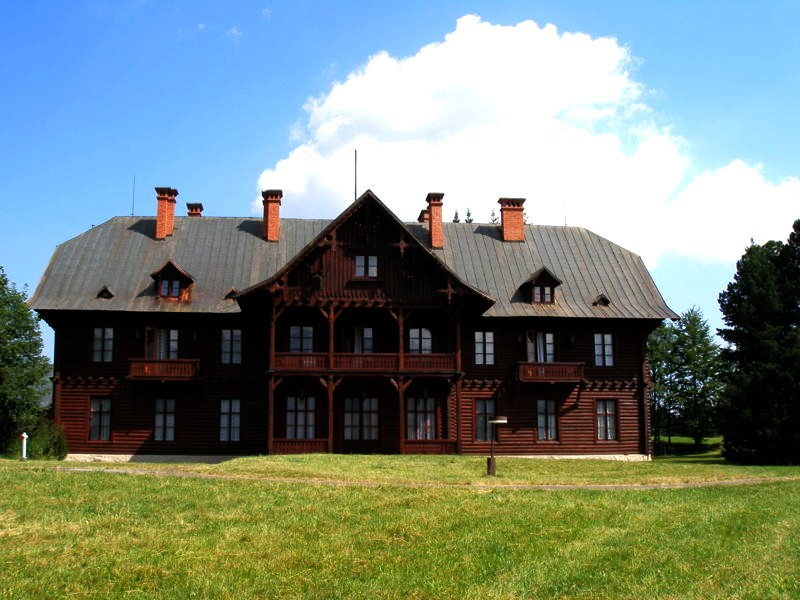
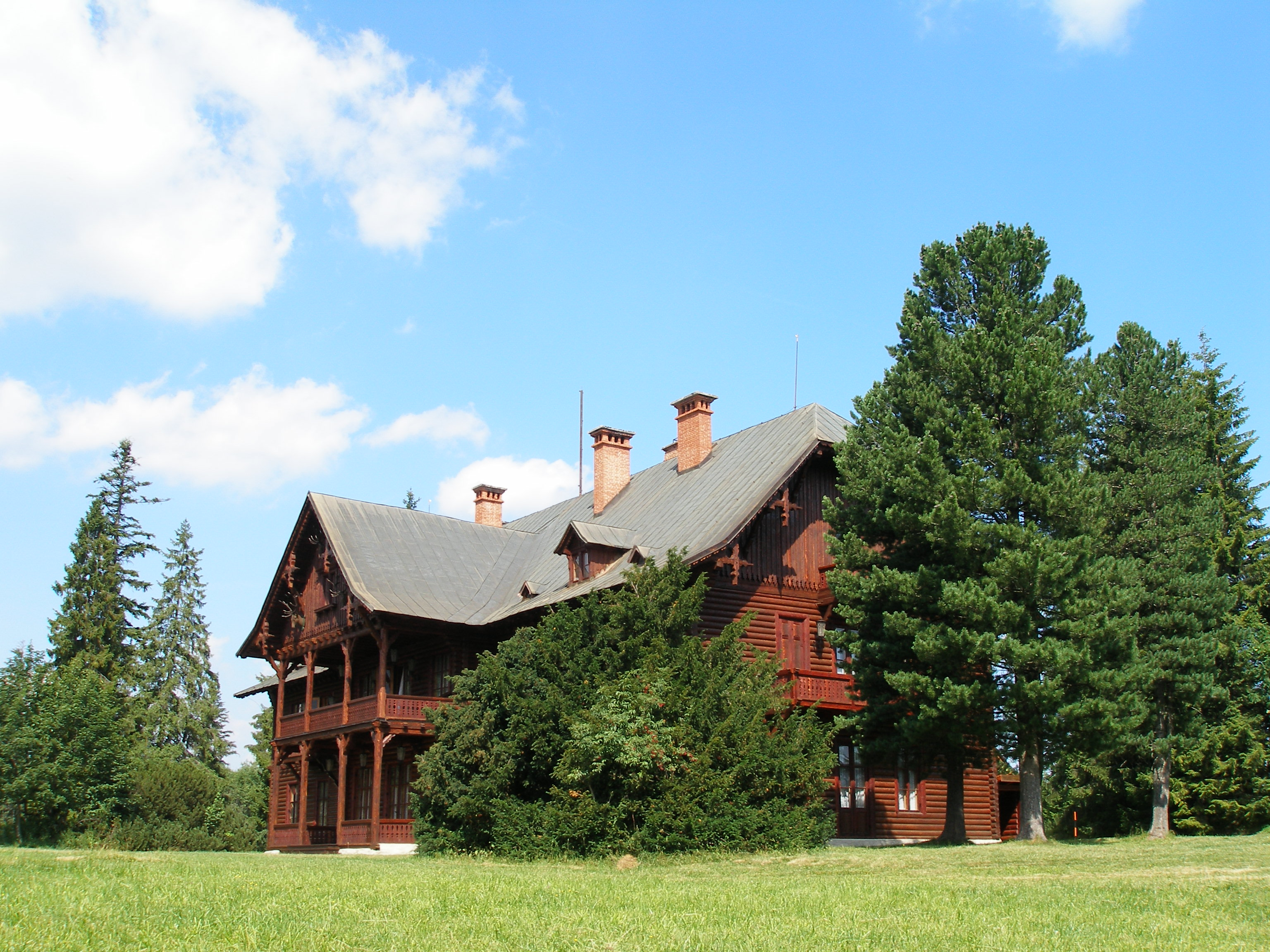
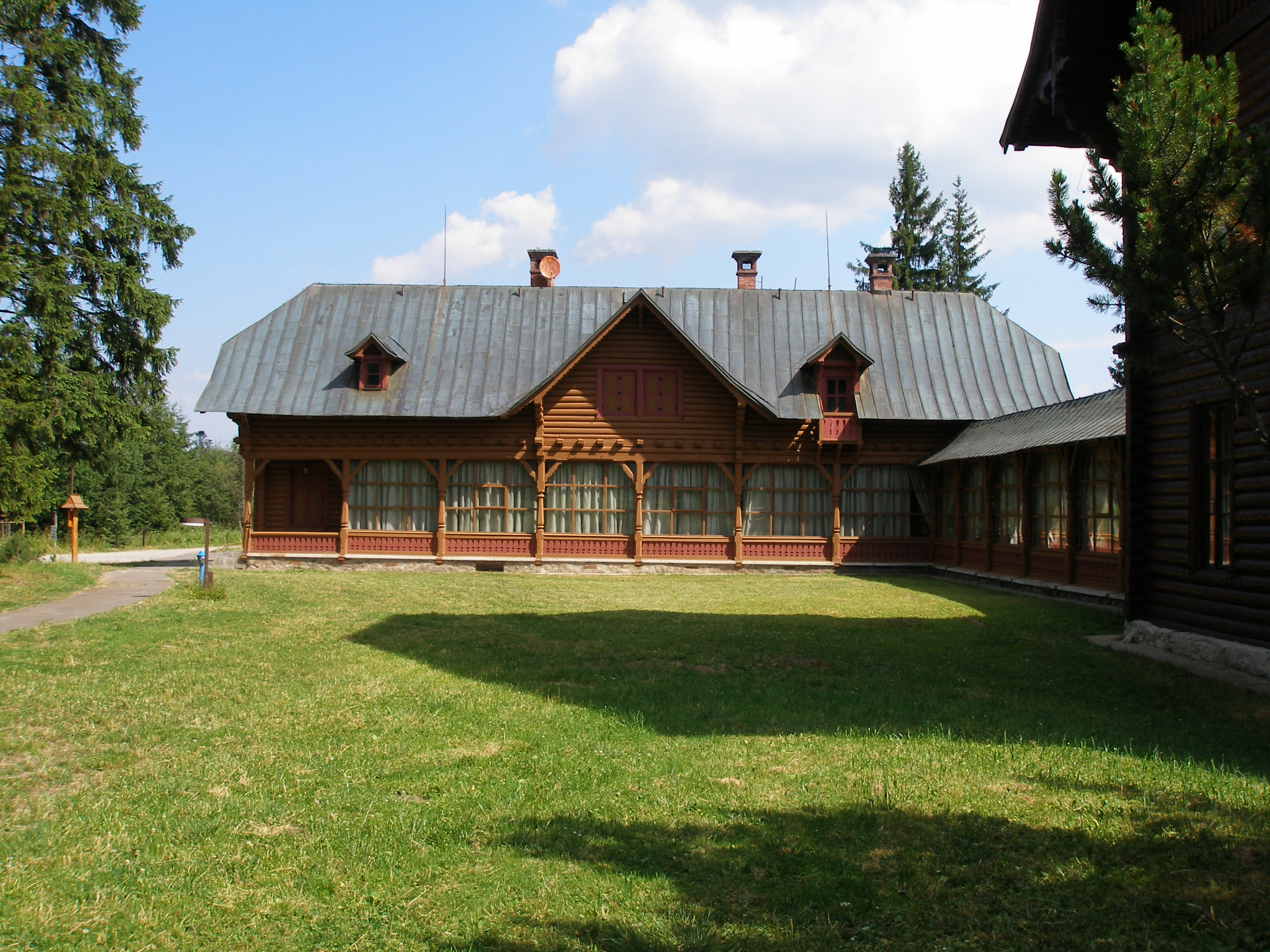

## Президенти Словаччини

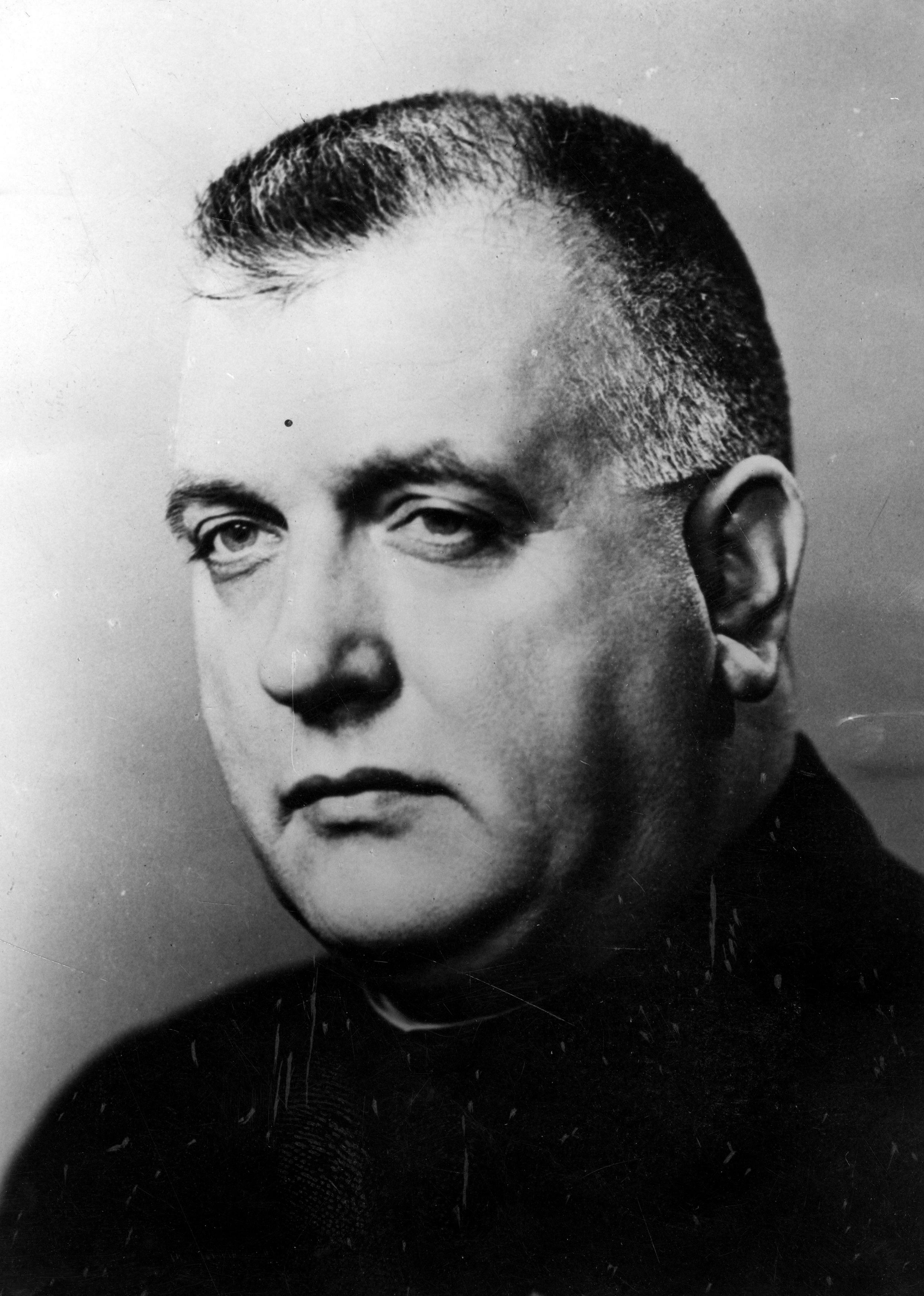
- Йозеф Тисо 26 жовтня 1939– 8 травня 1945
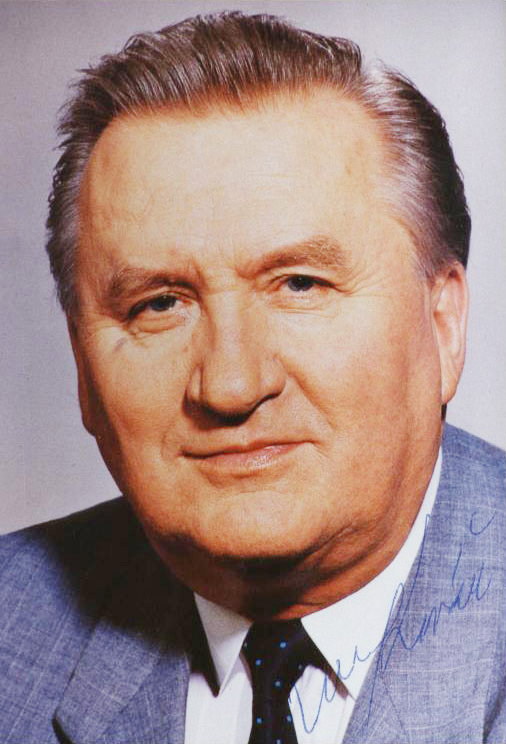
1. Міхал Ковач 2 березня 1993– 2 березня 1998
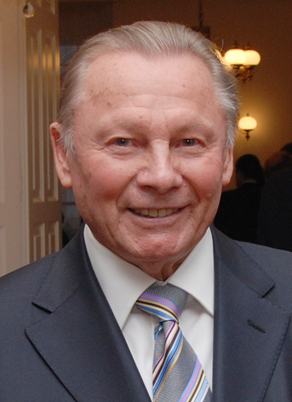
2. Рудольф Шустер 15 червня 1999— 15 червня 2004
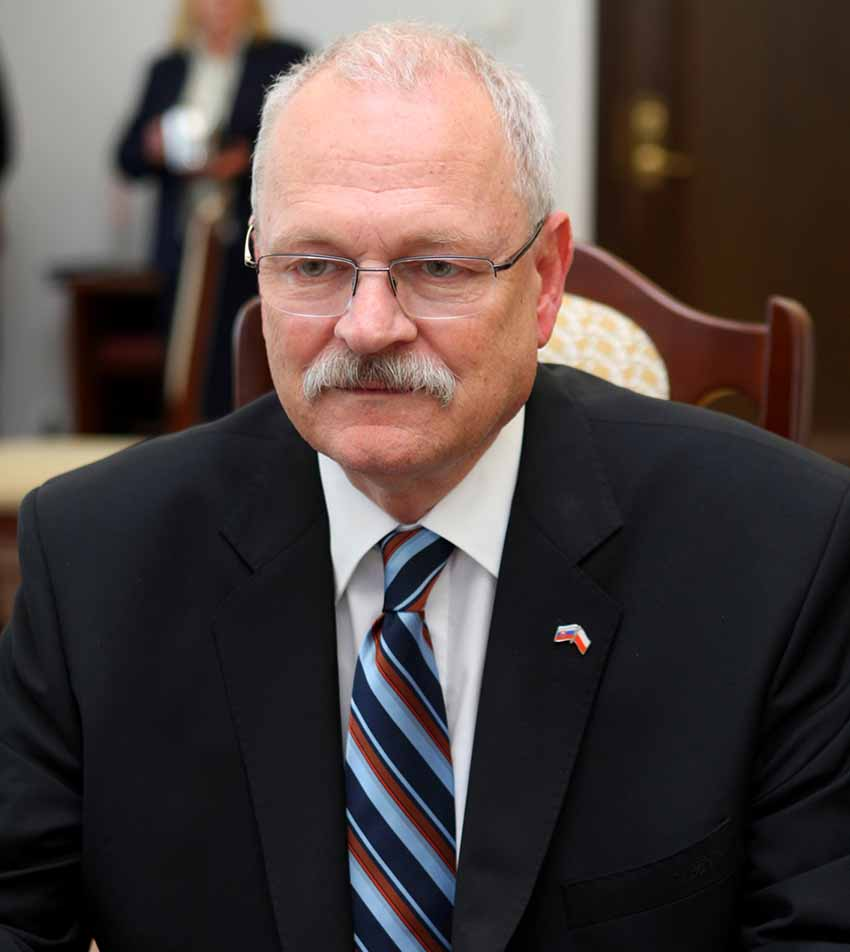
3. Іван Гашпарович 15 червня 2004— 15 червня 2014
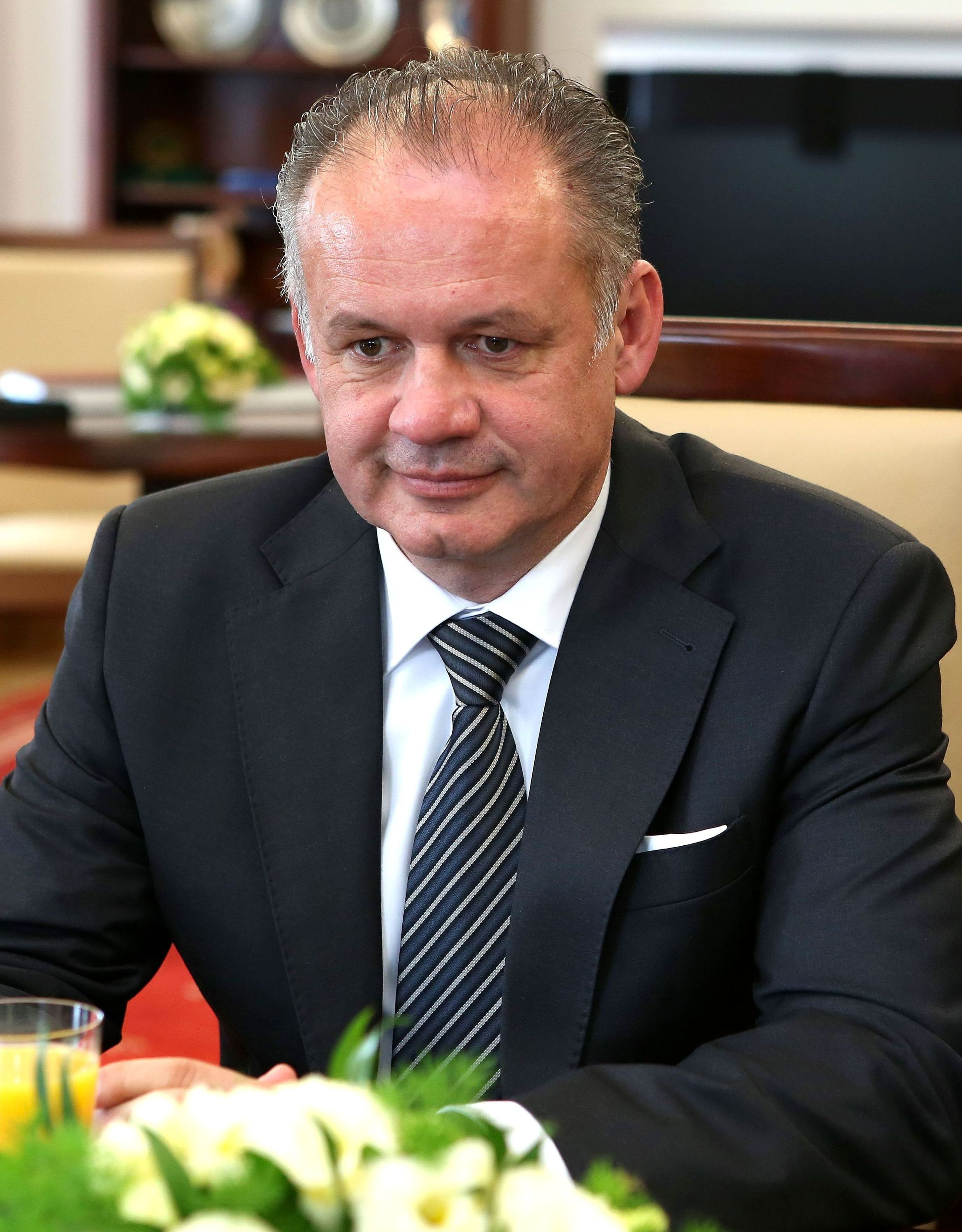
4. Андрей Кіска 15 червня 2014— 15 червня 2019
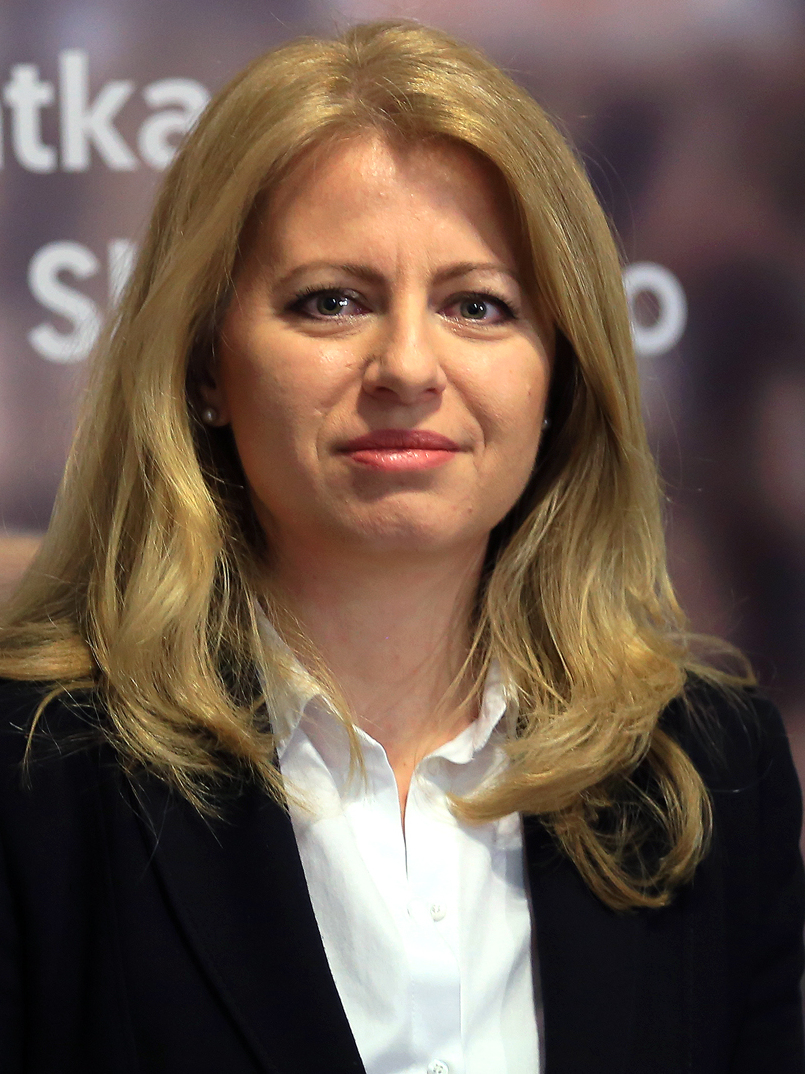
5. Зузана Чапутова 15 червня 2019— 15 червня 2024
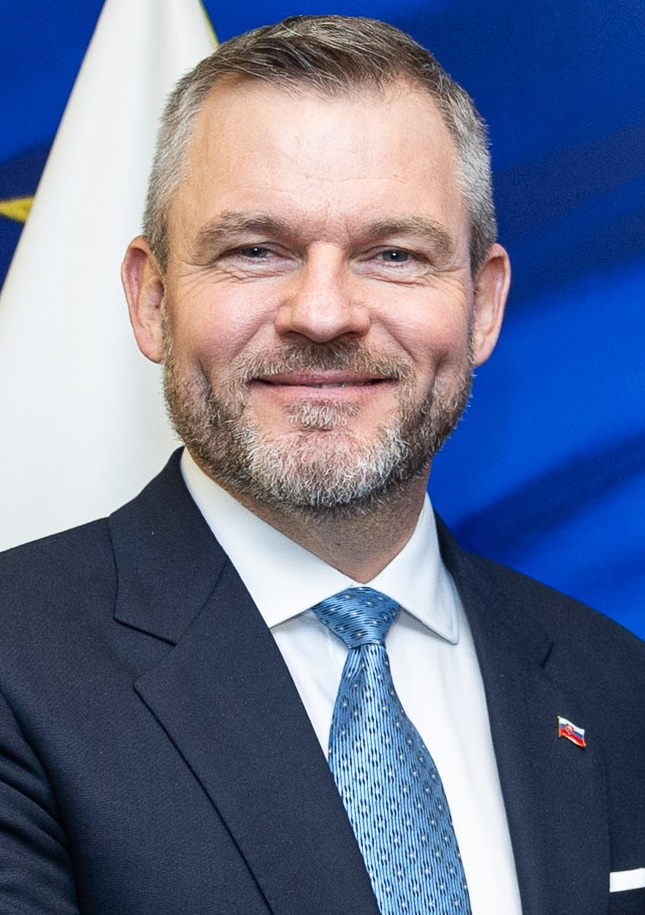
5. Петер Пеллеґріні з 15 червня 2024